# 1424 Sundmania
1424 Sundmania (1937 AJ) là một tiểu hành tinh vành đai chính được phát hiện ngày 9 tháng 1 năm 1937 bởi Yrjö Väisälä ở Turku.